# Loida Zabala Ollero
Loida Zabala Ollero (Losar de la Vera, 5 de abril de 1987) es una deportista española que compite en levantamiento de potencia adaptado, diploma en las paralimpiadas de Pekín 2008, Londres 2012 y Río de Janeiro 2016 y récord de España de la categoría de 52 kg de peso corporal.

## Biografía
Nacida en el Hospital Campo Arañuelo, pero criada en Losar de la Vera, a los once años, sus piernas dejaron de caminar como consecuencia de una mielitis transversa. Consiguió su carnet de conducir a los 18 años. En 2007 se trasladó a Oviedo. para poder entrenar mejor. Estudió Administración y Finanza, y Ordenadores. En 2011, participó en la creación de un calendario benéfico para la Asociación Protectora de Animales Adoptastur una organización que ha ayudado a deportistas de la Federación Española de Deportes de Personas con Discapacidad Física (FEDDF). En 2012, antes de los Juegos Paralímpicos de Londres, sufrió maltrato por parte de su pareja en aquel momento, lesionándole un brazo. El 16 de noviembre de 2023 anunció que padecía cáncer de pulmón.Ha tenido 9 tumores y sigue en tratamiento para alargar la vida el máximo que se pueda.

### Trayectoria deportiva
Zabala comenzó a entrenar con pesas como una manera de lidiar con el cansancio permanente. Empezó más seriamente a los 18 años, tras ir a Toledo y conocer a su futuro entrenador, Lodario Ramón. Le gustaría convertirse en entrenadora de levantamiento de potencia porque cree que ganando puede llegar a tener la técnica correcta. Ha dicho que se retirará del deporte cuando tenga 35 o 40 años.
En 2006, Zabala quiso entrenar con los mejores, por lo que contactó con Lodario Ramón Ramón quien luego se convirtió en su entrenador y se mudó para vivir más cerca de él. En su primera competición, ella levantó 45 kilogramos. Su primera competición internacional fue en Grecia en 2006 dónde logró una medalla de oro. Compitiendo en los Campeonatos Nacionales españoles de 2007, ganó y logró una marca nacional. Ganó los campeonatos nacionales en 2008, 2009, 2010, 2011, 2012 y 2013. En los Campeonatos europeos de 2007, acabó séptima. En 2008, entrenó con Ramón en el Palacio de los Deportes. En los Juegos Paralímpicos de Pekín 2008, los primeros de su carrera, acabó en séptimo lugar. Fue la primera mujer en representar a España en su modalidad deportiva en unos Juegos Paralímpicos. Su objetivo en los Juegos era levantar 85 kilogramos y conseguir un diploma olímpico.
En el Campeonato del Mundo de 2011 en Emiratos Árabes fue medalla de bronce en la categoría de menos de 48 kilogramos. En mayo de 2012, Zabala estaba entre las pocas personas deportistas de Asturias que competirían en los Paralímpicos de Londres En junio de 2012 Sampedor, en la provincia de Barcelona acogió el Campeonato de España de Levantamiento de Potencia Adaptado, que ganó en la categoría de menos de 52 kilogramos, instaurando una nueva marca de España. En su participación en Londres, su objetivo personal fue levantar más de 100 kilogramos.  En Londres logró la quinta posición. Para preparar el Campeonato Europeo de Rusia de 2013 entrenó con Antonio Arranz.  Fue medalla de bronce con un levantamiento de 96 kilogramos. En los Juegos Paralímpicos de Río de Janeiro, logró el quinto puesto y un nuevo diploma olímpico.
En 2016 fue medalla de oro en la categoría de 52kg en la Copa de Europa de Powerlifting (Málaga) - (02-12-2016).
En 2017 fue medalla de oro en la prueba de la Copa del Mundo de Levantamiento de Potencia Adaptado, disputada en Eger (Hungría).
En 2018 consiguió la medalla de bronce, en el Europeo de Levantamiento de Potencia Adaptado.
En 2019 logró la medalla de oro en la Copa del Mundo de halterofilia adaptada de Tokio.
En 2022 logró su 17º Campeonato de España en categoría absoluta, logrando también colocar el récord de España en 100 kilos, una marca que se le resistía pero que ahora, gracias a un cambio de reglamento, ha podido alcanzar.
En 2024 en los Juegos Paralímpicos de París, logró competir, a pesar de su delicada salud, y quedar en 9º puesto.

### Fundación Loida Zabala
En el año 2020 le concedieron el Premio SuperA "Mucho por Hacer"  de Iberdrola, que premió su iniciativa en favor de la integración al deporte de mujeres con capacidades especiales. Este premio sirvió a la deportista para crear la Fundación Loida Zabala y para montar una sala de entrenamiento en el Hospital Nacional de Parapléjicos de Toledo, lugar al que llegó a los 11 años en una cama, sin poderse levantar, y de donde salió en una silla de ruedas que le dio libertad. La sala de entrenamiento está equipada con material de competición de Powerlifting y también una entrenadora para que las personas pacientes del Hospital puedan acercarse al deporte.

## Premios y reconocimientos
- 2020: Premio SuperA "Mucho por Hacer" - Iberdrola.[26]
- 2019: Premio Mejor Deportista - Sanitas.[28]
- 2019: Premio al Deporte - Revista Grada.[29]
- 2016 El pabellón polideportivo de Losar de la Vera lleva su nombre.[30]
- 2014 Premio Juan Palau: Mejor deportista de la Federación Española (FEDDF).